# M1 (Metro de Copenhaga)
A linha M1 é uma de duas linhas do Metro de Copenhaga, a cor verde no mapa. Circula entre as estações de Vanløse e Vestamager através do centro de Copenhaga. Como não existe S-Train em Amager, a existência da linha M1 possibilita a ligação da Ørestad com a restante àrea metropolitana de Copenhaga.

## História
A linha foi inaugurada a 19 de Outubro de 2002 com o traço Nørreport - Vestamager. A 29 de Maio de 2003 foi alongada até Frederiksberg, e a 12 de Outubro do mesmo ano chegou até Vanløse, constituindo desta forma o traçado actual.

Mapa geográfico da linha M1